# أفيفا تشومسكي
أفيفا تشومسكي (ولدت في 20 أبريل 1957) هي مُعلّمةٌ، ومُؤرخةٌ، وكاتبةٌ، وناشطةٌ أمريكيّةٌ. وهي أستاذة التاريخ ومُنسّقة دراسات أمريكا اللاتينية والدراسات اللاتينية والكاريبية في جامعة سالم ستيت في ماساتشوستس. كما درّست سابقاً في كلية بيتس في مين، وكانت باحثةً مُشاركةً في جامعة هارفارد، حيث تخصّصت في التاريخ الكاريبي وتاريخ أمريكا اللاتينيّة هناك. وهي الابنة الكُبرى لنعوم وكارول تشومسكي.